# Alex Roldán
Alexander Roldán León (Artesia, California, 28 de julio de 1996) es un futbolista salvadoreño que juega como defensor en el Seattle Sounders FC de la Major League Soccer. Nacido en Estados Unidos, de padre guatemalteco, y de madre salvadoreña, representó hasta 2023 a la  selección nacional de El Salvador.

## Trayectoria

### Inicios
Roldán asistió a la preparatoria El Rancho en Pico Rivera, California. Jugó fútbol para The Dons ayudándolos a llegar a los playoffs los cuatro años y ganando un campeonato estatal. Con su tiempo con The Dons, ganó tres veces el primer equipo de todas las ligas y fue nombrado MVP de la liga después de su temporada sénior.
Roldan pasó su carrera universitaria en la Universidad de Seattle. En sus cuatro temporadas con los Redhawks, Roldan hizo un total de 82 apariciones y anotó 18 goles y 17 asistencias.
Roldan también jugó en la National Premier Soccer League para OSA FC.

### Seattle Sounders
El 19 de enero de 2018, el Seattle Sounders FC seleccionó a Roldán en el puesto 22 en general en el SuperDraft de la MLS 2018. Firmó con el club en febrero de 2018. Alex asistió a su hermano Cristian Roldán en la primera apertura de su carrera en la MLS contra el Sporting Kansas City. Se convirtieron en el quinto grupo de hermanos en marcar un gol / asistencia juntos. También se convirtieron en la séptima pareja de hermanos en la historia de la MLS, incluido el primero de los Sounders, en comenzar juntos en un partido de la MLS.
Roldan terminó su contrato con Seattle al final de la temporada 2019. Los Sounders volvieron a firmarlo el 17 de febrero de 2020.
Roldán disfrutó de una gran racha de forma al comienzo de la temporada 2021 de la MLS. A lo largo de los primeros seis partidos de la temporada 2021 de la MLS, Roldán registró 2 asistencias desde su posición como defensor y jugó cada minuto. Durante un partido de la MLS contra San Jose Earthquakes, el portero del Seattle Sounders FC Stefan Frei abandonó el partido debido a una lesión y como el club ya había aprovechado sus tres oportunidades para hacer sustituciones, se requirió que un jugador de campo ocupara la posición de portero. Roldan, un defensor, apareció en la portería durante los cinco minutos restantes del tiempo de descuento, una ocasión que solo ha ocurrido doce veces en la historia de la MLS.

### Selección salvadoreña
Elegible para las selecciones de Estados Unidos, Guatemala y El Salvador, se informó en mayo de 2021 que Roldán había rechazado una convocatoria de Guatemala. En junio de 2021, el entrenador en jefe de El Salvador, Hugo Pérez, confirmó que Roldán había aceptado representar a El Salvador. El 18 de junio, fue nombrado miembro del equipo provisional de El Salvador para la Copa Oro de la Concacaf 2021. El 1 de julio, fue nombrado para el equipo final. El 11 de julio hizo su debut internacional como suplente en el primer partido de la fase de grupos de El Salvador contra Guatemala, donde también consiguió su primer gol, anotando el primero en la victoria por 2-0.

## Vida personal
Roldán es hijo de un padre inmigrante de Guatemala y una madre de El Salvador, Cesar y Ana respectivamente, y tiene dos hermanos mayores, Cesar Jr., quien trabaja como entrenador del LA Galaxy, y Cristian, mediocampista del Seattle Sounders FC.

## Clubes
Actualizado al último partido jugado el 1 de diciembre de 2024.
| Washington Crossfire Estados Unidos           | 4.ª                 | 2016                | 13  | 0 | - | - | -  | - | 13  | 0 |
| Washington Crossfire Estados Unidos           | Total               | Total               | 13  | 0 | 0 | 0 | 0  | 0 | 13  | 0 |
| OSA FC Estados Unidos                         | 4.ª                 | 2017                | 0   | 0 | 1 | 0 | -  | - | 1   | 0 |
| OSA FC Estados Unidos                         | Total               | Total               | 0   | 0 | 1 | 0 | 0  | 0 | 1   | 0 |
| Tacoma Defiance Estados Unidos                | 2.ª                 | 2018                | 8   | 1 | - | - | -  | - | 8   | 1 |
| Tacoma Defiance Estados Unidos                | Total               | Total               | 8   | 1 | 0 | 0 | 0  | 0 | 8   | 1 |
| Seattle Sounders Football Club Estados Unidos | 1.ª                 | 2018                | 19  | 0 | 1 | 0 | 1  | 0 | 21  | 0 |
| Seattle Sounders Football Club Estados Unidos | Total               | Total               | 19  | 0 | 1 | 0 | 1  | 0 | 21  | 0 |
| Tacoma Defiance Estados Unidos                | 2.ª                 | 2019                | 6   | 1 | - | - | -  | - | 6   | 1 |
| Tacoma Defiance Estados Unidos                | Total               | Total               | 6   | 1 | 0 | 0 | 0  | 0 | 6   | 1 |
| Seattle Sounders Football Club Estados Unidos | 1.ª                 | 2019                | 9   | 0 | 1 | 0 | -  | - | 10  | 0 |
| Seattle Sounders Football Club Estados Unidos | Total               | Total               | 9   | 0 | 1 | 0 | 0  | 0 | 10  | 0 |
| Tacoma Defiance Estados Unidos                | 2.ª                 | 2020                | 1   | 0 | - | - | -  | - | 1   | 0 |
| Tacoma Defiance Estados Unidos                | Total               | Total               | 1   | 0 | 0 | 0 | 0  | 0 | 1   | 0 |
| Seattle Sounders Football Club Estados Unidos | 1.ª                 | 2020                | 22  | 0 | - | - | 1  | 0 | 23  | 0 |
| Seattle Sounders Football Club Estados Unidos | 1.ª                 | 2021                | 30  | 1 | - | - | 3  | 0 | 33  | 1 |
| Seattle Sounders Football Club Estados Unidos | 1.ª                 | 2022                | 32  | 1 | - | - | 9  | 0 | 41  | 1 |
| Seattle Sounders Football Club Estados Unidos | 1.ª                 | 2023                | 32  | 1 | - | - | 2  | 0 | 34  | 1 |
| Seattle Sounders Football Club Estados Unidos | 1.ª                 | 2024                | 33  | 1 | 4 | 1 | 5  | 1 | 42  | 3 |
| Seattle Sounders Football Club Estados Unidos | 1.ª                 | 2025                |     |   |   |   |    |   |     |   |
| Seattle Sounders Football Club Estados Unidos | Total               | Total               | 149 | 4 | 4 | 1 | 20 | 1 | 173 | 6 |
| Total en su carrera                           | Total en su carrera | Total en su carrera | 205 | 6 | 7 | 1 | 21 | 1 | 233 | 8 |
| (2) No incluye goles en partidos amistosos.   |                     |                     |     |   |   |   |    |   |     |   |

Universidad
| Club             | País           | Año         | Partidos | Goles |
| ---------------- | -------------- | ----------- | -------- | ----- |
| Seattle Redhawks | Estados Unidos | 2014 - 2017 | 82       | 18    |
| Total:           | Total:         | Total:      | 82       | 18    |

### Selección nacional
| Selección                                       | Año                 | Partidos | Goles |
| ----------------------------------------------- | ------------------- | -------- | ----- |
| El Salvador                                     |                     |          |       |
| 2021                                            | 12                  | 2        |       |
| 2022                                            | 4                   | 0        |       |
| 2023                                            | 9                   | 1        |       |
| 2024                                            | 0                   | 0        |       |
| Total en su carrera                             | Total en su carrera | 25       | 3     |
| Estadísticas hasta el 11 de septiembre de 2023. |                     |          |       |

## Participaciones internacionales

### Goles internacionales
| Gol | Fecha               | Sede                        | Oponente  | Marcador | Resultado | Competencia                     |
| --- | ------------------- | --------------------------- | --------- | -------- | --------- | ------------------------------- |
| 1.  | 11 de julio de 2021 | Toyota Stadium, Frisco, USA | Guatemala | 1 - 0    | 2 – 0     | Copa de Oro de la Concacaf 2021 |

## Palmarés
| Título            | Club                | País              | Año  |
| ----------------- | ------------------- | ----------------- | ---- |
| MLS Cup 2019      | Seattle Sounders FC | Estados Unidos    | 2019 |
| Liga de Campeones | Seattle Sounders FC | América del Norte | 2022 |